# شاه‌انجیر
شاه‌انجیر یک منطقهٔ مسکونی در افغانستان است که در ولایت بلخ واقع شده‌است.